# Kartel
Kartel – porozumienie zawarte przez co najmniej dwa przedsiębiorstwa z tego samego sektora, mające na celu koordynację ich zachowań konkurencyjnych na rynku lub wpłynięcie na istotne czynniki konkurencji poprzez praktyki takie jak: ustalanie lub koordynacja cen nabycia lub sprzedaży (bądź innych warunków transakcji), podział poziomu produkcji lub sprzedaży, podział rynków i klientów (w tym zmowa przetargowa), ograniczenia związane z przywozem lub wywozem lub działania antykonkurencyjne skierowane przeciwko innym konkurentom. Kartele występują najczęściej na rynkach oligopolistycznych.
Polska ustawa z 28 marca 1933 r. zaliczała do karteli umowy, uchwały i postanowienia, mające na celu drogą wzajemnych zobowiązań kontrolę lub regulowanie produkcji, zbytu, cen i warunków wymiany dóbr w dziedzinie górnictwa, przemysłu i handlu.
Tworzenie karteli pomiędzy przedsiębiorstwami jest nielegalne w Unii Europejskiej oraz w Stanach Zjednoczonych, jak również w wielu innych państwach świata.

## Kartele w Unii Europejskiej
Kartele w Unii Europejskiej są nielegalne na mocy art. 101 Traktatu o funkcjonowaniu Unii Europejskiej. W Polsce zabrania ich art. 6 ustawy z 16 lutego 2007 r. o ochronie konkurencji i konsumentów.

### Statystyki
Według danych z 7 października 2009, w latach 2004-2009 Komisja Europejska nałożyła na uczestników karteli kary w wysokości niemal 10 mld euro łącznie. Największym pod względem nałożonej kary kartelem była zmowa producentów szyb samochodowych, ukarana w 2008 roku grzywną w wysokości niemal 1,4 mld euro. Kolejne znaczące ukarane kartele to zmowa producentów gazu (w 2009 roku, kara ponad 1,1 mld euro) oraz zmowa producentów wind i schodów ruchomych (w 2007 roku, kara niemal 1 mld euro).

### Kartel producentów gumy
W listopadzie 2006 roku Unia Europejska ukarała karą grzywny w wysokości 519 mln euro uczestników kartelowej zmowy cenowej na rynku produktów gumowych. Według inspektorów, w 1996-2002 kartel sztucznie kontrolował ceny kauczuku syntetycznego, co wymiernie odbiło się na cenach opon. Obok największych europejskich koncernów – Eni i Shell, karę zapłaci też czeski Unipetrol (należący do PKN Orlen) oraz Trade-Stomil. Od wyroku odwołał się Trade-Stomil, który w 2011 r. został ostatecznie oczyszczony z zarzutów. Kary nie zapłaci koncern Bayer, który doniósł o procederze i współpracował z unijną komisją ds. konkurencji (zob. leniency).

## Kartele w Stanach Zjednoczonych
Tworzenie karteli w Stanach Zjednoczonych jest nielegalne na podstawie uchwalonej w 1890 roku ustawy Shermana. Na jej podstawie zmowy pomiędzy producentami mogą być traktowane jak przestępstwa kryminalne.

### Kartel witamin
Pod koniec lat 90. Departament Sprawiedliwości Stanów Zjednoczonych rozpoczął śledztwo w sprawie utworzenia kartelu producentów witamin. W jego trakcie udowodniono, że uczestnicy kartelu byli w zmowie dotyczącej regulacji podaży oraz cen witamin, dostarczanych do firm, takich jak General Mills, Kellogg, Coca-Cola, Tyson Foods czy Procter & Gamble. Efektem zmowy były zawyżone ceny wielu produktów codziennej konsumpcji. Proces doprowadził do wysokich kar finansowych dla uczestników kartelu oraz kar pozbawienia wolności dla osób organizujących kartel. Tylko w 1999 roku nałożono łączne kary w wysokości 850 milionów USD, w tym rekordową karę w wysokości 500 milionów USD na firmę Hoffmann-La Roche oraz 225 milionów USD na firmę BASF AG.

## Kartele na świecie
Kartelem międzypaństwowym, jeśli chodzi o rynek ropy naftowej, jest OPEC.